# Антал Салаи
Антал Салај (мађ. Szalay Antal; Будимпешта, 12. март 1912 — Сиднеј, 4. април 1960) био је мађарски фудбалер који је играо за Ујпешт, као и мађарску фудбалску репрезентацију на Светском првенству у фудбалу 1934. и 1938. године. Такође је тренирао Арад, Крајову, Карарезе, Про Патрију и Сент Џорџ из Будимпеште.